# Okręg wyborczy Droitwich
Okręg wyborczy Droitwich powstał w 1554 r. i wysyłał do angielskiej, a następnie brytyjskiej, Izby Gmin dwóch deputowanych. W 1832 r. liczbę mandatów przypadających na okręg zmniejszono do jednego. Okręg obejmował miasto Droitwich w hrabstwie Worcestershire. Został zlikwidowany w 1918 r.

## Deputowani do brytyjskiej Izby Gmin z okręgu Droitwich

### Deputowani w latach 1554-1660
- 1621: Thomas Coventry
- 1624–1625: Walter Blount
- 1625–1626: Thomas Coventry
- 1640–1643: Endymion Porter
- 1640–1642: Samuel Sandys
- 1647–1648: Thomas Rainsborough
- 1647–1653: Edmund Wylde
- 1648–1653: George Wylde
- 1659: Edward Salway
- 1659: John Wylde

### Deputowani w latach 1660–1832
- 1660–1661: Samuel Sandys
- 1660–1661: Thomas Coventry
- 1661–1681: Samuel Sandys Młodszy
- 1661–1681: Henry Coventry
- 1681–1685: Samuel Sandys
- 1681–1685: ???
- 1685–1690: Samuel Sandys Młodszy
- 1685–1689: Thomas Windsor
- 1689–1695: Richard Coote, 2. baron Coote
- 1690–1695: Philip Foley, wigowie
- 1695–1698: Edward Harley, wigowie
- 1695–1708: Charles Cocks
- 1698–1699: Thomas Foley, torysi
- 1699–1701: Thomas Foley
- 1701–1701: Philip Foley, torysi
- 1701–1711: Edward Foley
- 1708–1726: Edward Jeffreys
- 1711–1732: Richard Foley
- 1726–1742: Thomas Winnington, wigowie
- 1732–1741: Edward Foley
- 1741–1747: Thomas Foley
- 1742–1747: lord George Bentinck
- 1747–1754: Francis Winnington
- 1747–1754: Edwin Sandys
- 1754–1768: Thomas Foley
- 1754–1774: Robert Harley
- 1768–1768: Thomas Foley
- 1768–1774: Edward Foley
- 1774–1819: Andrew Foley
- 1774–1777: Thomas Foley
- 1777–1805: Edward Winnington
- 1805–1807: Thomas Foley, wigowie
- 1807–1816: Thomas Winnington
- 1816–1831: William Molyneux, 2. hrabia Sefton
- 1819–1822: Thomas Foley, wigowie
- 1822–1832: John Hodgetts-Foley, wigowie
- 1831–1832: Thomas Winnington

### Deputowani w latach 1832-1918
- 1832–1835: John Hodgetts-Foley, wigowie
- 1835–1837: John Barneby, Partia Konserwatywna
- 1837–1874: John Pakington, Partia Konserwatywna
- 1874–1892: John Corbett, Partia Liberalna, od 1886 Partia Liberalno-Unionistyczna
- 1892–1906: Richard Biddulph Martin, Partia Liberalno-Unionistyczna
- 1906–1910: Cecil Harmsworth, Partia Liberalna
- 1910–1916: John Lyttelton, Partia Liberalno-Unionistyczna
- 1916–1918: Herbert Huntingdon-Whiteley, Partia Konserwatywna